# Bursera fagaroides
Bursera fagaroides är en tvåhjärtbladig växtart som först beskrevs av Carl Sigismund Kunth, och fick sitt nu gällande namn av Adolf Engler. Bursera fagaroides ingår i släktet Bursera och familjen Burseraceae. Inga underarter finns listade i Catalogue of Life.

## Bildgalleri

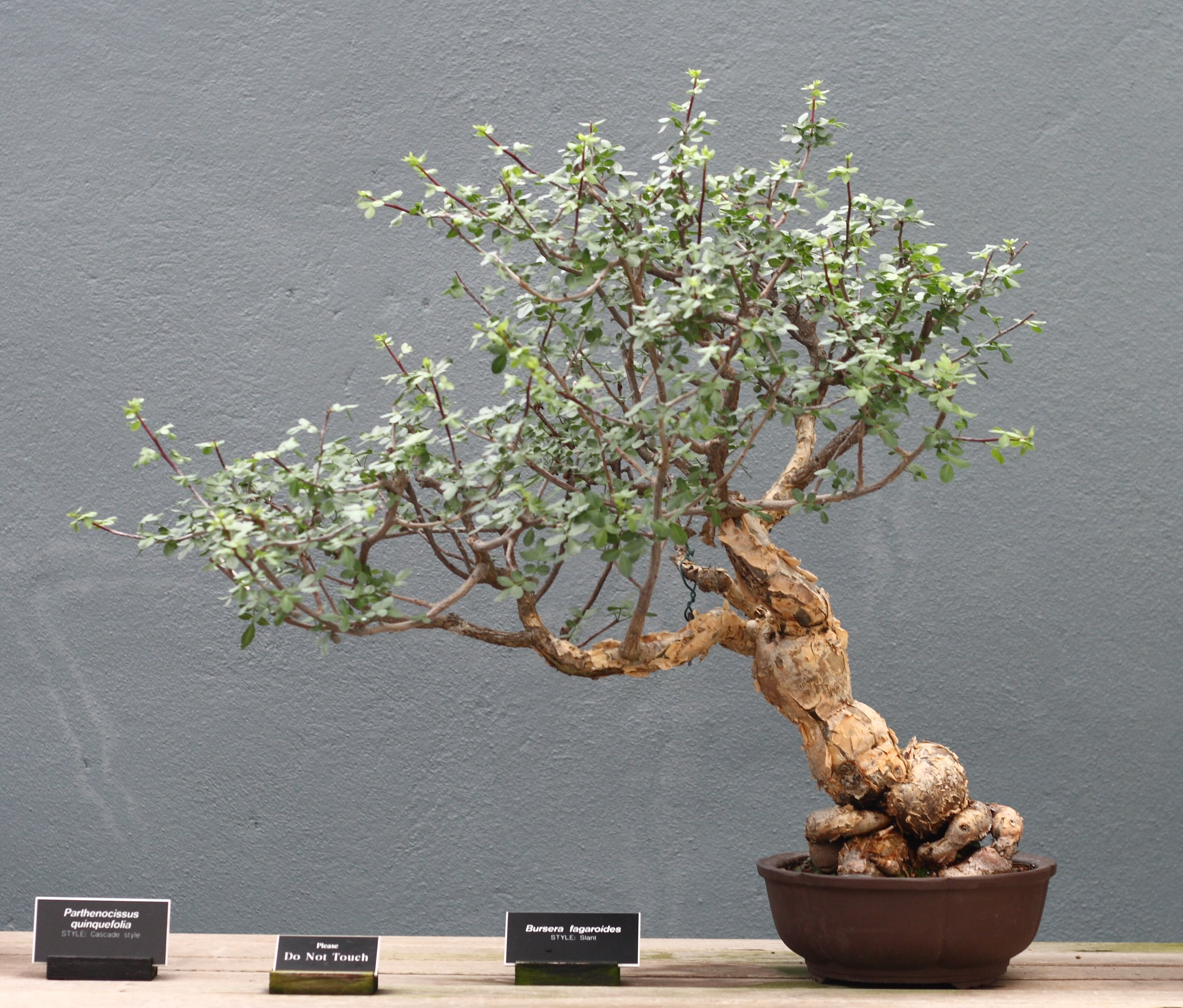
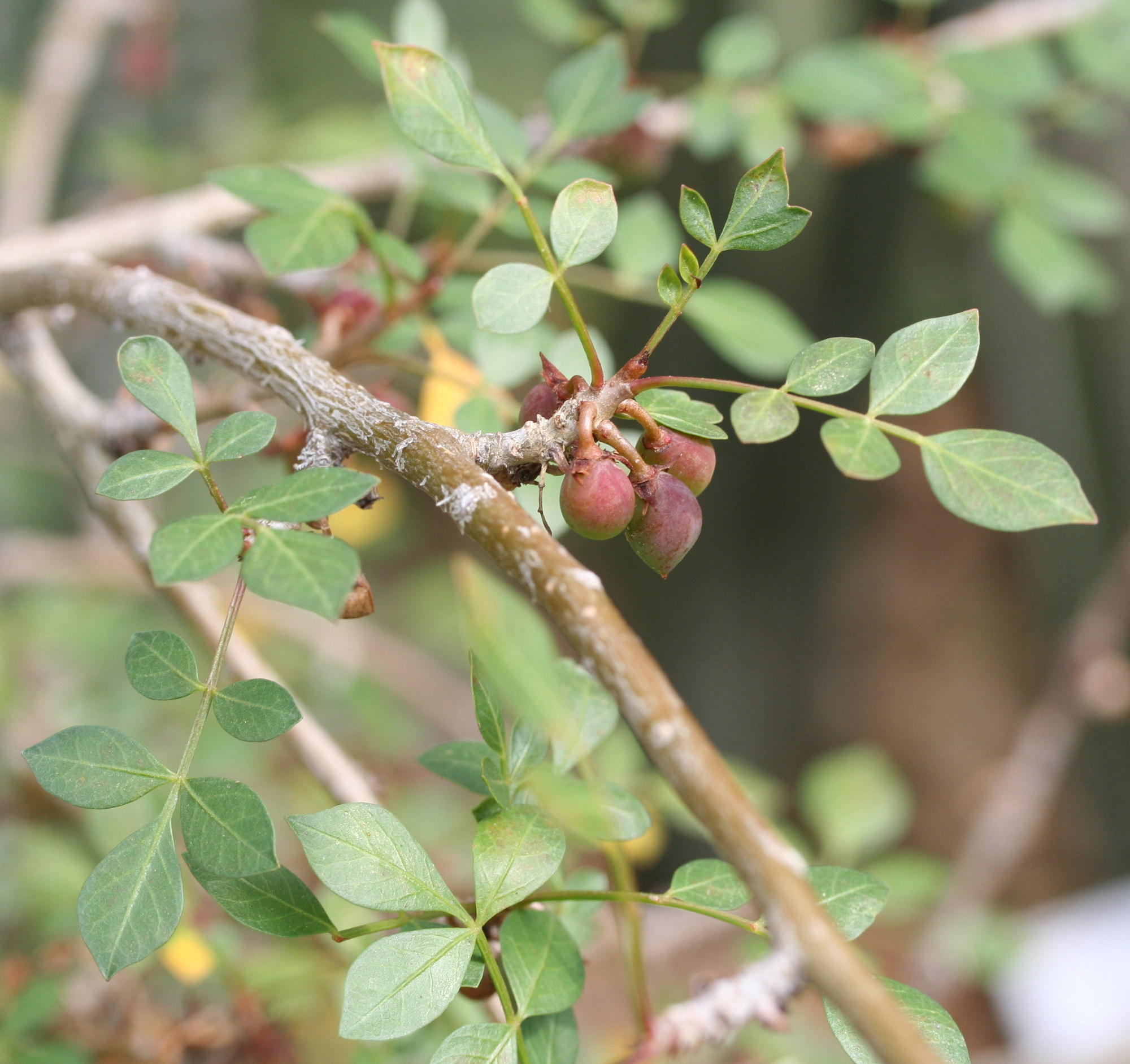
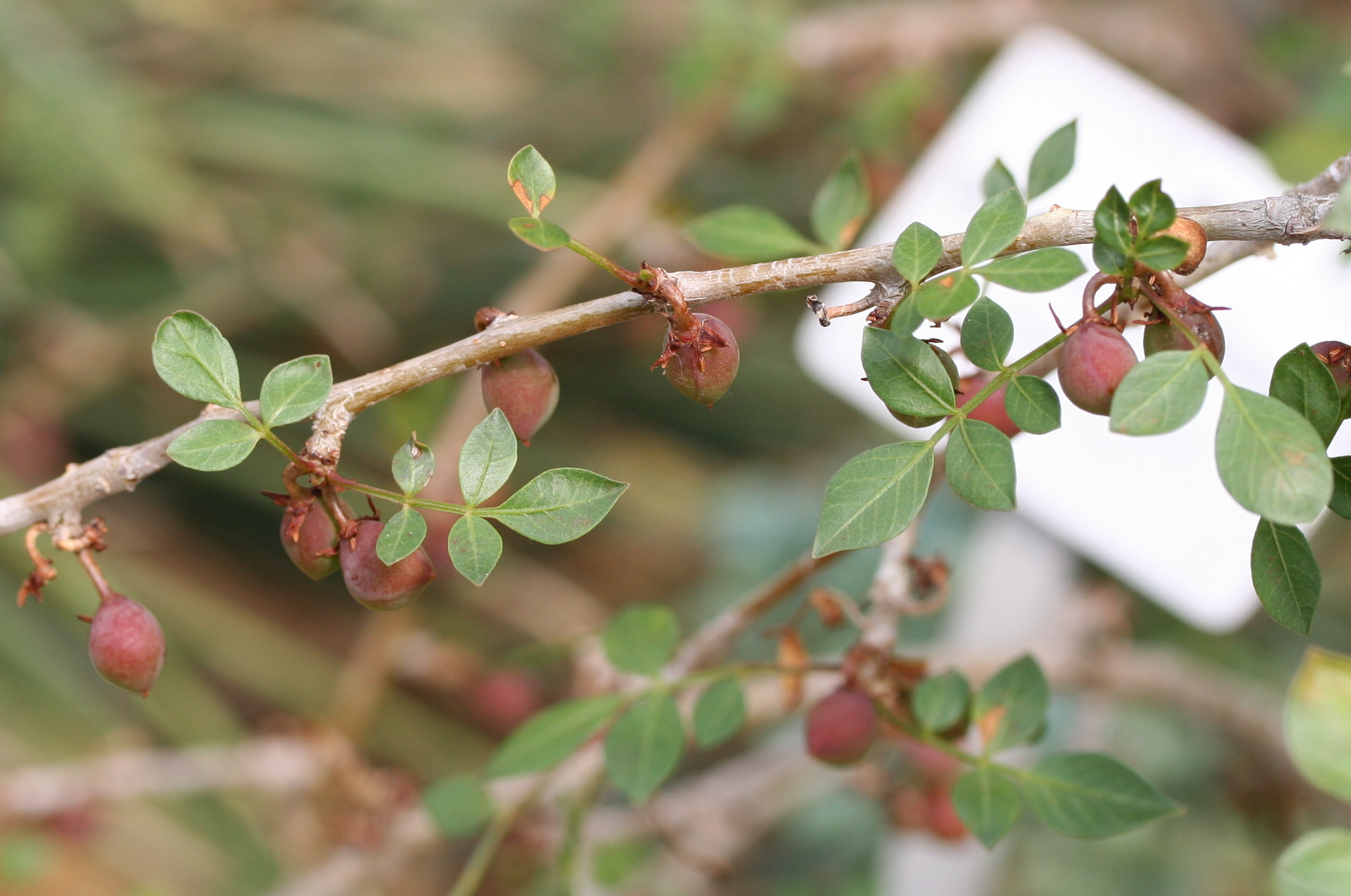
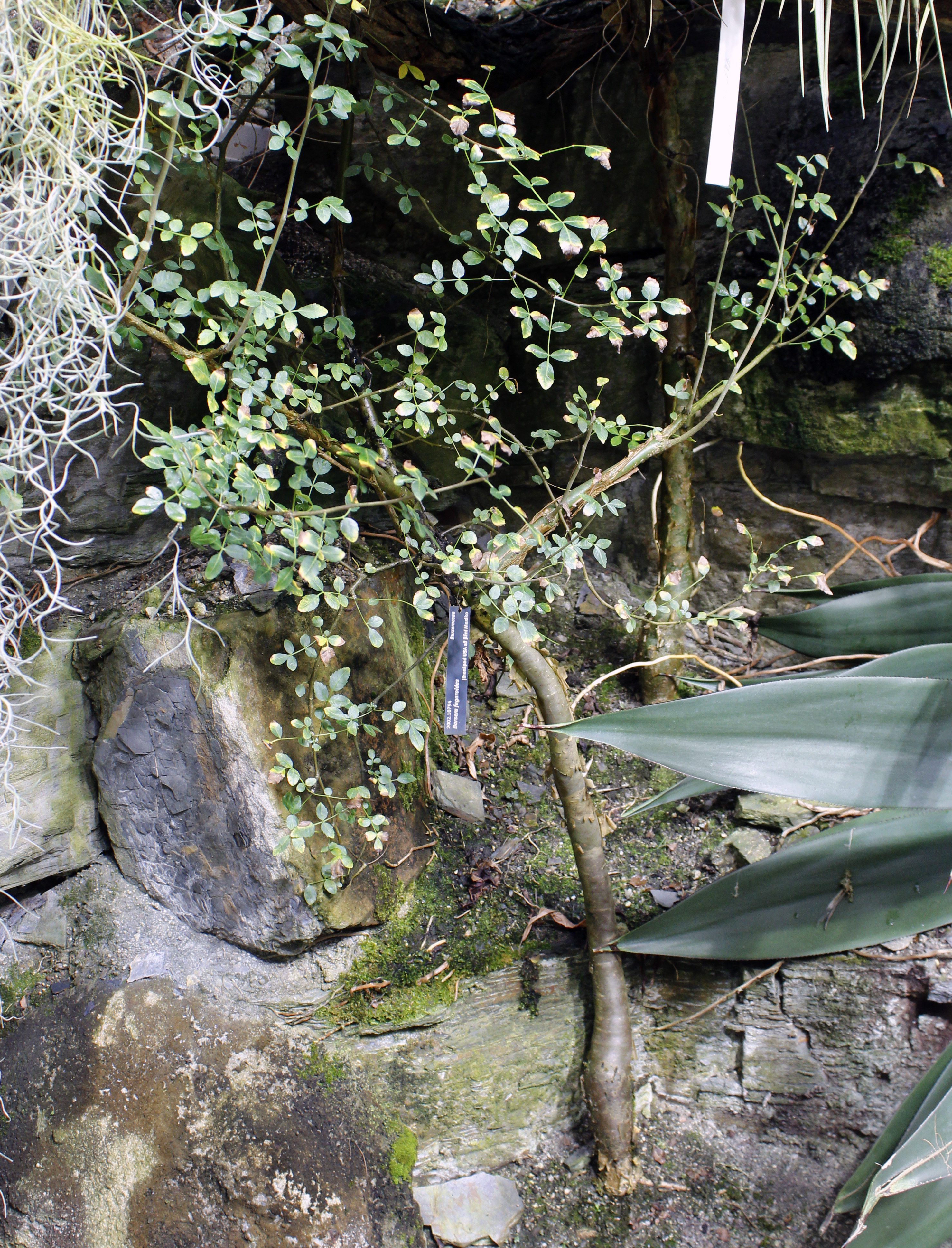
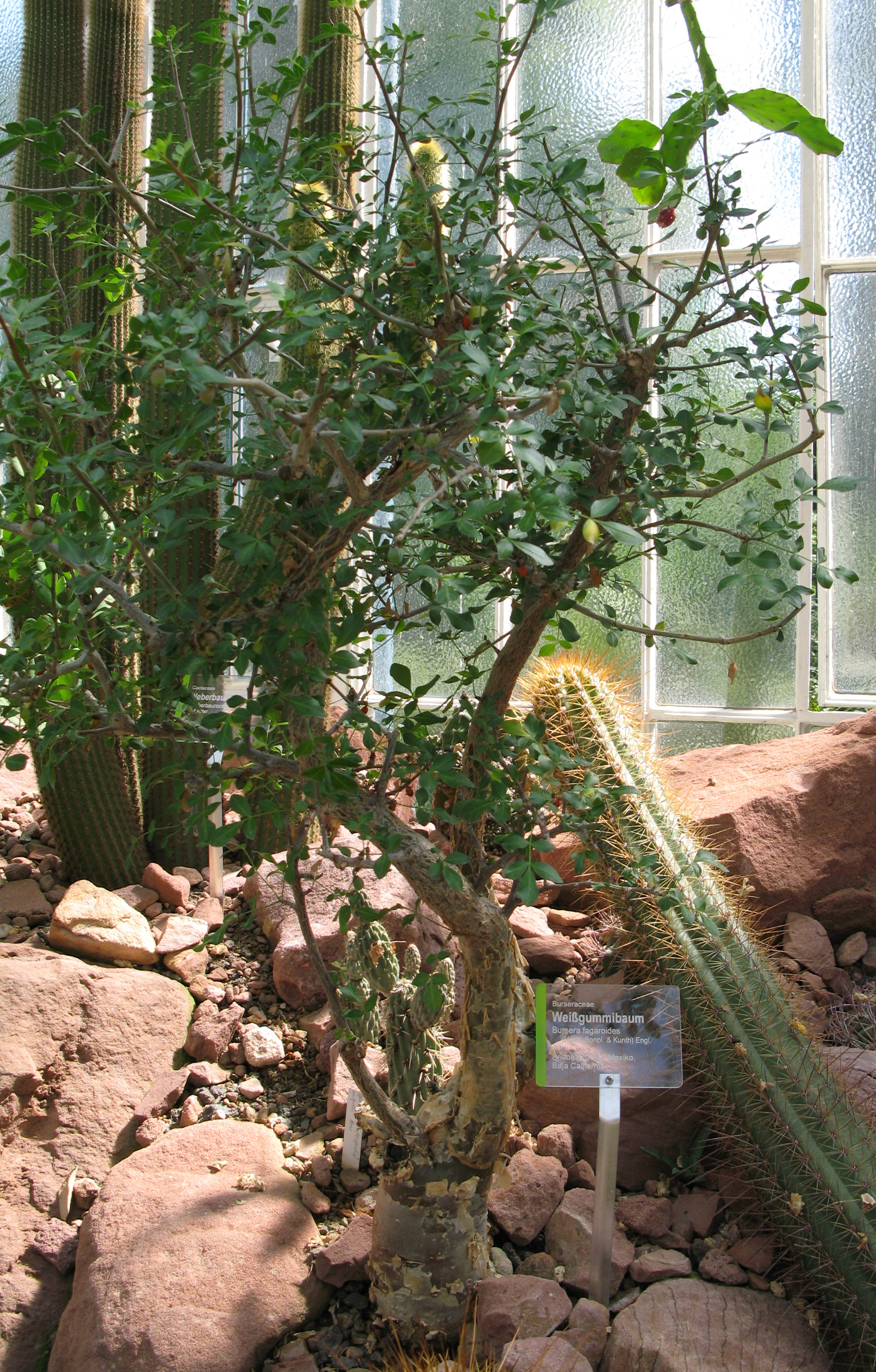